# 21그램 실험

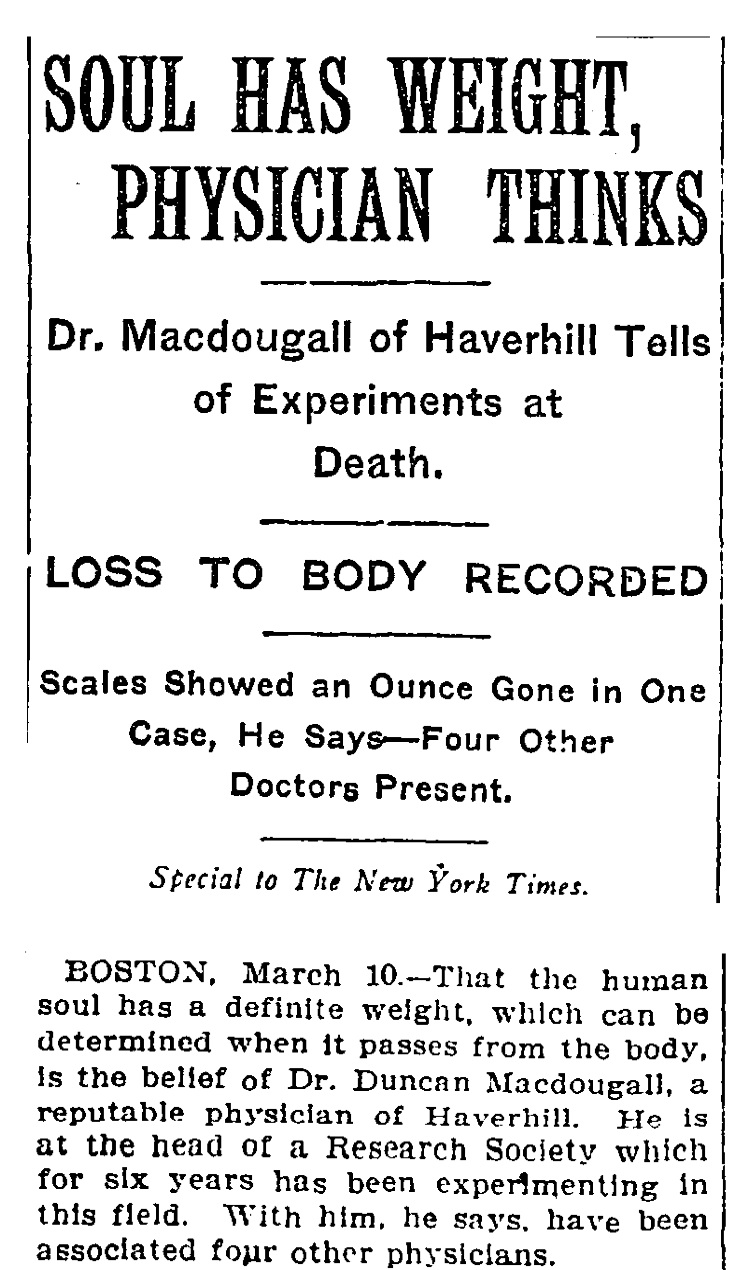
1907년 3월 11일의 뉴욕 타임즈 기사

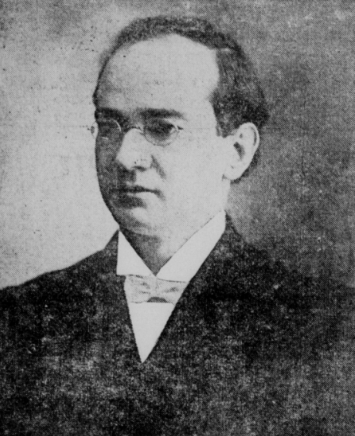
1911년의 던컨

21그램 실험(영어: 21 grams experiment)은 미국 매세추세츠 주 헤이브릴의 의사 던컨 맥두걸(Duncan MacDougall)이 1907년에 출판한 학술 연구를 가리킨다. 맥두걸은 영혼에 무게가 있다는 가설을 세웠으며 영혼이 몸을 떠났을 때 인간에게서 잃는 질량 측정을 시도하였다. 맥두걸은 죽음의 고비를 앞둔 환자 여섯 명에 대한 질량 변화 측정을 시도했다. 6명의 피실험자 중 한 명이 1온스 중 4분의 3(약 21.3그램)을 잃었다.
맥두걸은 결론을 얻기 이전까지는 그의 실험이 수차례 반복되어야 한다고 언급했다. 이 실험은 크기가 작은 샘플 크기, 사용된 방식, 또 6명의 피실험자 중 오직 한 명만이 이 가설을 충족했다는 까닭에 결함이 있고 비과학적이라는 것으로 널리 간주된다. 이 케이스는 선택 편향(선택적 보고)의 한 예로 언급되고 있다. 과학사회 내에서는 받아들여지지 않고 있지만 맥두걸의 실험은 영혼에 무게가 있으며, 특히 그 무게가 21그램이라는 개념을 보급하였다.

## 실험
1901년 미국 메사추세츠 주 헤이브릴의 의사 던컨 맥두걸은 영혼에 무게가 있는지 과학적으로 증명하길 바랐으며 죽음을 눈앞에 둔 양로원의 환자 6명을 식별했다. 4명은 결핵, 1명은 당뇨, 나머지 1명은 원인불명의 질환에 시달리고 있었다. 맥두걸은 특히 육체적 소진을 일으킨 질병으로 고통받는 환자들을 선택했는데 그 이유는 정확한 측정을 위해 환자들이 사망 시 환자들을 가만히 그대로 두게끔 해야했기 때문이다. 환자들이 사망에 임박한 것으로 보였을 때 이들의 침상은 산업용 저울 위에 위치해 있었으며 0.2 온스 이내(5.6그램)를 감지할 수 있었다. 인간에게 영혼이 있고 동물에게는 없다는 믿음 가운데 맥두걸은 나중에 사망 후의 개 15마리의 무게 변화를 측정했다. 맥두걸은 자신의 실험을 위해 병들거나 죽어가고 있던 개들을 이용하기를 바랐으나 그런 개를 찾지는 못했다. 그러므로 그는 건강한 개들을 독살시킨 것으로 추정되었다.

### 결과
환자들 중 한 명은 무게를 잃었으나 그 뒤 무게가 다시 되돌아왔으며 다른 환자들 가운데 두 명은 사망 시 무게 손실이 있었으나 수분 뒤 훨씬 더 많은 무게를 잃었다. 환자들 가운데 한 명은 정확히 사망 시점에 21.3그램의 무게를 잃었다. 맥두걸은 다른 환자의 결과들을 무시했는데 지상 위의 저울이 세밀하게 조정되지 않았으며 장비의 눈금을 맞추는 과정에서 죽었다는 까닭에 다른 환자의 결과들을 무시했다. 맥두걸은 개들의 경우 어느 개도 사망 후 무게를 잃지 않았다고 보고하였다. 맥두걸은 이러한 실험결과에 동물은 영혼이 없다고 보았으며 영혼반대자들의 주장, 즉 사람이 죽으면서 체내 수분과 공기가 빠져나가 21그램이 줄어든다는 주장은 실제 죽기 전 수분과 공기의 양에 미치지 못하는 것으로 확인하였다. 또한 동물도 체내 수분과 공기가 있을텐데 죽었을 때 무게 변화가 없는 것 또한 반대자의 주장에 모순이 생긴다.
맥두걸은 자신의 실험 결과가 인간의 영혼에 무게가 있을 것이라 믿었으나 그의 보고서는 이 실험이 결론에 이르기 전 수차례 되풀이되어야 한다고 언급하였으며 1907년 들어서야 출판이 이루어졌다.

## 반응
맥두걸이 그의 실험의 결과를 출판할 수 있기까지 뉴욕 타임스는 "영혼에 무게가 있다고 의사는 생각한다"(Soul has Weight, Physician Thinks)라는 주제의 기사를 냈다. 맥두걸의 결과는 같은 해 4월 미국심령연구협회(ASPR), 의학 잡지 아메리칸 메디슨에 게재되었다.

### 비평
아메리칸 메디슨의 실험 게재 이후 Augustus P. Clarke 의사는 이 실험의 유효성을 비판했다. Clarke는 사망 시 체온의 급격한 상승이 있으며 이는 허파에 더 이상 냉혈이 없어서 그에 따라 이어지는 발한을 일으키므로 맥두걸의 21그램 소실을 쉽게 설명할 수 있다고 이야기했다. Clarke는 개들에게는 땀샘이 없으므로 사후에 이러한 식으로 무게를 잃지는 않는다고 지적했다. Clarke의 비판은 아메리칸 메디슨의 5월자에 게재되었다. 실험의 유효성을 논하는 맥두걸과 Clarke의 주장들은 적어도 그 해 12월까지 잡지에 계속 게재되었다.

## 유산
1911년 뉴욕 타임즈는 맥두걸이 영혼의 사진을 찍는 실험을 수행하길 바랐으나 해당 분야로의 추가 연구를 계속하지 않은 것으로 보이며 1920년에 사망했다고 보고했다. 그의 실험은 되풀이되지 않았다.
과학사회 내에서는 받아들여지지 않고 있지만 맥두걸의 실험은 영혼에 무게가 있으며, 특히 그 무게가 21그램이라는 개념을 보급하였다. 특히, 21그램은 이 실험을 참조하는 2003년 영화의 주제로 채택되기도 했다.

## 같이 보기
- 변두리 과학